# Ryan Wade
Ryan Wade (né le 11 mai 1978 à Victoria, dans la province de la Colombie-Britannique au Canada) est un joueur professionnel canadien de hockey sur glace.

## Carrière en club
En 1994, il commence sa carrière avec les Rockets de Tacoma dans la Ligue de hockey de l'Ouest. Il est choisi au cours du repêchage d'entrée 1996 dans la Ligue nationale de hockey par les Flames de Calgary en 8e ronde, en 202e position. Il passe professionnel avec les Aeros de Houston dans la Ligue américaine de hockey en 2003.

## Statistiques
| Saison    | Équipe                                    | Ligue |    | Saison régulière | Saison régulière | Saison régulière | Saison régulière | Saison régulière |   | Séries éliminatoires | Séries éliminatoires | Séries éliminatoires | Séries éliminatoires | Séries éliminatoires |
| Saison    | Équipe                                    | Ligue | PJ | B                | A                | Pts              | Pun              | PJ               | B | A                    | Pts                  | Pun                  |                      |                      |
| 1997-1998 | Rockets de Tacoma                         | LHOu  | 59 | 11               | 9                | 20               | 37               | 4                | 0 | 1                    | 1                    | 0                    |                      |                      |
| 1995-1996 | Rockets de Kelowna                        | LHOu  | 70 | 32               | 35               | 67               | 86               | 6                | 2 | 0                    | 2                    | 8                    |                      |                      |
| 1996-1997 | Rockets de Kelowna                        | LHOu  | 59 | 29               | 22               | 51               | 152              | 6                | 0 | 2                    | 2                    | 18                   |                      |                      |
| 1997-1998 | Rockets de Kelowna                        | LHOu  | 72 | 39               | 40               | 79               | 149              | 7                | 1 | 3                    | 4                    | 15                   |                      |                      |
| 1998-1999 | Rockets de Kelowna                        | LHOu  | 43 | 13               | 25               | 38               | 82               | 6                | 1 | 1                    | 2                    | 10                   |                      |                      |
| 1999-2000 | Golden Bears de l'Université de l'Alberta | SIC   | 43 | 24               | 27               | 51               | 69               | -                | - | -                    | -                    | -                    |                      |                      |
| 2000-2001 | Golden Bears de l'Université de l'Alberta | SIC   | 40 | 23               | 33               | 56               | 50               | -                | - | -                    | -                    | -                    |                      |                      |
| 2001-2002 | Golden Bears de l'Université de l'Alberta | SIC   | 37 | 22               | 26               | 48               | 44               | -                | - | -                    | -                    | -                    |                      |                      |
| 2002-2003 | Golden Bears de l'Université de l'Alberta | SIC   | 31 | 19               | 16               | 35               | 95               | -                | - | -                    | -                    | -                    |                      |                      |
| 2003-2004 | Golden Bears de l'Université de l'Alberta | SIC   | 36 | 30               | 24               | 54               | 44               | -                | - | -                    | -                    | -                    |                      |                      |
| 2003-2004 | Aeros de Houston                          | LAH   | 1  | 0                | 0                | 0                | 2                | -                | - | -                    | -                    | -                    |                      |                      |
| 2004-2005 | Salmon Kings de Victoria                  | ECHL  | 69 | 19               | 31               | 50               | 98               | -                | - | -                    | -                    | -                    |                      |                      |
| 2005-2006 | Salmon Kings de Victoria                  | ECHL  | 56 | 18               | 20               | 38               | 139              | -                | - | -                    | -                    | -                    |                      |                      |
| 2006-2007 | Salmon Kings de Victoria                  | ECHL  | 70 | 9                | 29               | 38               | 94               | 6                | 2 | 0                    | 2                    | 4                    |                      |                      |
| 2007-2008 | Salmon Kings de Victoria                  | ECHL  | 70 | 11               | 33               | 44               | 90               | 11               | 5 | 4                    | 9                    | 16                   |                      |                      |